# Mera (DC Comics)
Mera es una superheroína ficticia que aparece en algunos cómics publicados por DC Comics. Creada por Jack Miller y Nick Cardy, el personaje aparece por primera vez en el cómic Aquaman #11 (septiembre de 1963) como una reina del mar.
Originalmente retratada como un personaje de apoyo para su esposo, el superhéroe Aquaman, los escritores modernos tradicionalmente han enfatizado la propia fuerza física sobrehumana de Mera y el poder mágico para controlar el agua, representándola como una poderosa superheroína por derecho propio. En los últimos años, Mera incluso se ha presentado como miembro del equipo de superhéroes insignia de DC Comics, la Liga de la Justicia. Las historias de Mera también han retratado una crisis mental frente a una pérdida paralizante y exploraron sus intentos de hacer frente a la ira y sus duraderas.
El personaje ha sido adaptado sustancialmente en varios medios, fue interpretada por Elena Satine en Smallville y en las películas del DC Extended Universe, la actriz Amber Heard interpretó a la Princesa Mera en Liga de la Justicia (2017) y su versión extendida (2021), y repitió su papel en Aquaman (2018) y Aquaman y el Reino Perdido (2023).

## Historial de publicaciones
El debut de Mera en la Edad de Plata en Aquaman # 11 (septiembre de 1963) estableció su lugar de origen como la misteriosa "Dimensión Aqua". Aquaman y Mera se casaron en la primera boda de superhéroes en cámara en la historia del cómic, en Aquaman # 18 (diciembre de 1964).
Sin embargo, durante la historia del "Día más brillante" de 2011, Dimension Aqua se reveló como la colonia penal extradimensional conocida formalmente como Xebel, un lugar de exilio para una antigua facción de pueblos atlantes, desterrada junto con sus descendientes después de uno de los muchas guerras civiles de la Atlántida sumergida.

## Historia del personaje
Mera es la exreina de la dimensión Aqua (Xebel), reina de la Atlántida y esposa del superhéroe de DC Comics DC, Aquaman. Mera también tiene una hermana gemela llamada Hila.
En su primera aparición cronológica, se muestra que Mera está huyendo del criminal Leron, quien tomó el control de su reino, cuando llega a la Tierra y se encuentra con Aquaman y Aqualad, quienes prometen ayudarla. Leron los captura, aprisionando a Aquaman y Mera en la dimensión Aqua. Ayudado por el espíritu del agua conocido como Quisp, Aquaman logra liberar a Mera y derrota a Leron. Mera abdica el trono de Xebel a la reina V'lana, y regresa a Atlantis para casarse con Aquaman. Poco después, tuvieron un hijo llamado Arthur Curry, Jr., también conocido como Aquababy.
Unos años más tarde, Manta Negra secuestró a Aquababy y lo atrapó dentro de un tanque translúcido diseñado para asfixiarlo. Vulko envía a Mera, desesperada por salvar a su hijo, en una ambiciosa cruzada a su mundo natal para encontrar al científico Xebel, quien tiene los componentes para un dispositivo de curación especial que podría salvar a su hijo. Cuando llega, descubre que su reino ha sido tomado por el traidor Leron, que ha tomado como rehén a Sebel, arrojándolo a él y los artefactos al Gran Pozo. Mera se enfrenta al hoyo y derrota a Leron y sus monstruos elementales para recuperar el dispositivo. Lamentablemente, ella regresa a Atlantis demasiado tarde, encontrando a su hijo muerto.
Aunque la muerte de su hijo creó una ruptura entre Aquaman y Mera, intentaron mudarse a una ciudad inundada en la costa este para comenzar una nueva vida juntos. Fue durante este tiempo que Aquaman se fue para reformar la Liga de la Justicia en Detroit. Cada vez más inestable con el dolor, Mera se comprometió a un asilo en Atlantis. Poco después, una fuerza alienígena de medusas gigantes sentientes tomó el control de la ciudad. Durante la batalla de Aquaman para liberarlos, Mera escapa y lo ataca salvajemente, culpando a sus "genes débiles" por la muerte de su hijo.
Mientras se defendía, accidentalmente la empuja sobre una pieza de metal levantada hacia arriba, empalándola. Creyendo que está muerta, la tiene colocada dentro de un ataúd y llevada al palacio real. Sin embargo, ella sobrevivió, debido a su fisiología extraterrestre. Levantándose de su ataúd, ella le recuerda amargamente a Aquaman lo poco que realmente sabía de ella. Ya sin ver ninguna razón para permanecer en la Tierra, Mera deja Atlantis y regresa a Dimension Aqua.

### Regreso de la Reina
Durante la carrera Aquaman de Peter David en la década de 1990, se revela que Mera se encuentra en la dimensión infernal llamada el Inframundo, donde Thanatos la lava el cerebro, un viejo enemigo de su esposo. El tiempo pasa de manera diferente en el Inframundo y, aparentemente, ella ha tenido un segundo hijo al que se refiere como solo "AJ". AJ parece tener entre 8 y 10 años y no se sabe si su padre es Aquaman o Thanatos.
Finalmente, Mera y AJ se liberan del control de Thanatos, pero descubren que no pueden permanecer en la Tierra debido al envejecimiento acelerado de AJ. Mera y AJ vuelven a dejar la Tierra por partes desconocidas. Cuando se muestran a continuación más adelante en la serie, Mera y AJ están en Oceanid, un mundo acuático que está siendo explotado por extraterrestres por sus recursos. Mera y AJ se asocian con Aquaman para derrotar a los extraterrestres y Mera decide quedarse con su exesposo en Atlantis, mientras que AJ se queda atrás en Oceanid para actuar como su protector y campeón, asumiendo el papel de Aquaman.
Mera y Arthur finalmente se reconcilian, viven en Atlantis y continúan teniendo aventuras juntos, incluido un viaje a Skartaris, donde se unen a Travis Morgan, The Warlord. Parecen formar una verdadera familia real junto con Tempest (Garth de Shayeris) y su esposa, Dolphin (la antigua amante de Aquaman). Mera participa en la entrega del hijo de Garth y Dolphin, Cerdian, durante este tiempo de paz. Desafortunadamente, la felicidad de la familia Aqua se ve interrumpida debido a los eventos descritos en las historias de la "Edad de Obsidiana", la Crisis Infinita y "Un año después" de DC.
Tras estos eventos, se muestra a Mera liderando una facción rebelde en la reconstrucción de Atlantis, que fue destruida por el Espectro en Crisis Infinita. Mera aparece en la serie Aquaman: Sword of Atlantis durante la cual, Aquaman (tras haberse transformado en el Dweller of the Depths durante la miniserie de la Tercera Guerra Mundial de DC) parece perecer. Los miembros de JLA visitan Atlantis para expresar sus condolencias y Mera no se menciona en los cómics de DC hasta la historia de "Prelude to Blackest Night " en Titans # 15, donde se revela que está de luto por Arthur. Esta historia también revela que Dolphin y Cerdian murieron durante la destrucción de Atlantis.

### "Blackest Night"
En la historia de "Blackest Night", a pedido de Tempest, Mera permite a regañadientes que los restos de Aquaman sean devueltos a Atlantis. Antes de que puedan hacerlo, son atacados por Aquaman, Tula y Dolphin que han sido reanimados como Black Lanterns. Mera y Tempest luchan contra ellos, pero están abrumados por su poder. Tula mata a Tempest y también se transforma sumariamente en Black Lantern. Una enojada Mera logra escapar y huye al Salón de la Justicia. Ella envía una señal de socorro, y Firestorm (Jason y Gehenna) vienen en su ayuda.
Ella revela que fue capaz de evadir las Linternas Negras manteniendo sus emociones bajo control. El Black Lantern Justice League ataca al grupo. Átomo ayuda a los héroes a escapar a través de una línea telefónica. Flash le dice a Átomo y Mera que son la Liga de la Justicia ahora. Átomo y Mera se encuentran con la Sociedad de la Justicia que están luchando contra los Black Lanterns. La reanimada Jean Loring utiliza la tecnología propia de Átomo para reducir a Mera, Átomo y a sí misma.
Caen en el anillo de Damage recién asesinado. Mientras Mera y Átomo luchan contra Loring dentro del anillo negro, Loring revela el plan de Nekron. Deadman es testigo de su batalla y planea rescatar a Mera y Átomo de Loring. Deadman salva a Mera y ¨Átomo al poseer brevemente a Loring, permitiendo que Mera y Átomo escapen y se unan a los héroes contra Nekron y su ejército. Echando humo después de luchar y ser casi asesinada por una Mujer Maravilla despiadadamente impulsada por Black Lantern, una enojada Mera es elegida como suboficial del Red Lantern Corps para ser más efectiva contra las fuerzas de Nekron.
Poco después, Mera, ahora furiosa en un frenesí, se encuentra nuevamente con la Mujer Maravilla, que se había transformado en una Star Sapphire por un duplicado del anillo de Carol Ferris, y la ataca. Durante la pelea, sus dos anillos se relacionan entre sí, la luz violeta le da a Mera cierto control sobre su salvajismo recién descubierto y le brinda a Mujer Maravilla una idea de las razones de la ira de Mera. Aquaman se acerca nuevamente a Mera, quien ahora tiene el cadáver reanimado de su hijo. Aquaman intenta usar a su hijo contra ella, pero Mera dice: "Nunca quise tener hijos" y destruye la versión Black Lantern de Arthur, Jr. El poder de su ira incluso impresiona a Atrocitus. Luego muestra un deseo de cazar a Aquaman y destruirlo. Después de la destrucción de Nekron, Aquaman vuelve a la vida con la luz blanca. La visión de Arthur vivo calma a Mera, rompiendo su conexión con el anillo rojo y provocando un paro cardíaco. Carol y Saint Walker usan sus luces combinadas para devolverle la vida, y ella se reúne entre lágrimas con Aquaman.

### "Brightest Day"

#### Nuevos orígenes
En la historia de "Brightest Day" 2009-2010, el origen de Mera se revisa con nuevas revelaciones, ampliando algunos elementos y descartando otros como engaños y mentiras alimentadas a Aquaman por la propia Mera. En lugar de ser la Reina de la Dimensión Aqua, Mera es ahora la princesa mayor de Xebel, una colonia penal extradimensional olvidada de un antiguo grupo de atlantes separatistas, desterrados detrás de un portal sellado en el Triángulo de las Bermudas.
Entrenada desde su nacimiento, junto con su hermana menor Sirena, Mera fue enviada por el Rey de Xebel, quien no pudo enviar más de un soldado a la vez a través de una pequeña fisura en el espacio-tiempo hasta el universo principal. Debían enfrentarse al actual Rey de la Atlántida y matarlo en represalia por el exilio de su gente común. Sin embargo, el plan fracasó cuando Mera se enamoró verdaderamente de Arthur, eligiendo deliberadamente seguir reclamando su historia de portada como su verdadero pasado para evitar fricciones con él. Sin embargo, en varias ocasiones, como la muerte de Aquababy, el odio profundamente arraigado de Mera por Atlantis y su familia real se reavivó, provocando episodios de aparente locura y arremetiendo contra su marido por su "debilidad". También se insinúa que Manta Negra tuvo una enemistad duradera con la gente de Xebel; A pesar de que Aquaman creyó durante años que había sido la causa de la muerte de Aquababy, Mera todavía piensa que su hijo fue asesinado para vengarse de su familia biológica.
Durante uno de los varios intentos de escapar en masa del portal del Triángulo de las Bermudas, la gente de Xebel recibe la orden de capturar y experimentar con varios habitantes de la tierra, incluida la futura Manta Negra. Durante estos agotadores experimentos, nació un joven híbrido, hijo de Manta Negra y una mujer sin nombre. Mientras que el padre de Mera quería experimentar con el niño, usando su naturaleza híbrida para escapar de la barrera, Mera se compadeció del pequeño Kaldur'ahm y, agregando una nueva razón de fricción entre ella y su familia biológica, secuestró a Kaldur'ahm para darle a una familia solidaria en la superficie. Mera no volvió a encontrarse con Kaldur'ahm durante muchos años, hasta que el ejército de Xebel descubrió a un Kaldur'ahm ahora adolescente, lo que obligó a Mera a regresar en su ayuda.

#### Actualidad
Siguiendo la historia de "Blackest Night", Aquaman reflexiona sobre el misterio de su resurrección, perturbado por los eventos recientes, a pesar de los intentos de Mera por consolarlo. Mientras limpian un derrame de petróleo, son atacados por soldados del mundo natal de Mera liderados por Sirena, quien tiene un parecido sorprendente con Mera, quien revela que fue enviada para matarlo, procediendo a confesar sus verdaderos orígenes a él.
También insinúa que, a pesar del prolongado exilio de su pueblo, los soldados de Xebel habían sido enemigos del mismo Manta Negra desde una época lejana, incluso antes de la primera aparición pública de Aquaman, y afirma que, a pesar de que la misión original de Mera era un "solo" uno, Sirena ahora está respaldada por todo el "Escuadrón de la Muerte", soldados de élite de Xebel a las órdenes de la princesa en funciones. Mera revela que Sirena es su hermana menor. Después de que Entity, le mostró una visión, Aquaman le dice a Mera que debe localizar a un adolescente con un tatuaje de anguila. Al escuchar la descripción de Arthur de la apariencia del niño, Mera sorprendida dice que sabe quién es el niño, lo que provocó que Aquaman buscara al niño. El niño, Jackson Hyde, eventualmente se convierte en la persona más nueva en llevar el nombre de Aqualad.

### El relanzamiento de New 52
En The New 52, el relanzamiento y retcon de 2011 de toda la línea de superhéroes de DC Comics, un Aquaman muy desilusionado, angustiado por el rechazo que enfrentaron sus compañeros atlantes y su mala posición como superhéroe, a menudo ridiculizado por sus defectos y menos glamoroso. superpotencias, decide regresar a Amnistía Bay. Mera lo sigue, ayudando a su esposo a tratar de encontrar un nuevo lugar en el mundo, a pesar de tener la misma mala reputación que la casi inútil "Aquawoman", y cree erróneamente que es una sirena por el público en general. Mera tiene dificultades para adaptarse a la sociedad en el mundo exterior y graves problemas para controlar su ira. También ayuda a Arthur y los Otros a tratar de descubrir el misterio detrás del hundimiento de Atlantis y lucha contra Black Manta, que intenta obtener los antiguos artefactos de Atlantis.
Se revela que Mera había sido enviada por su padre, el Rey de Xebel para asesinar al Rey de Atlantis. Sin embargo, después de quedar impresionada por la nobleza de Arthur y después de descubrir un mensaje secreto de su difunta madre alentándola a encontrar su propio camino lejos de la sociedad restrictiva de Xebel, se enamora de él y se casa.
Siguiendo la historia del "Trono de la Atlántida", la policía se acerca a Mera para arrestarla nuevamente por asalto violento luego de un estallido en la ciudad. Mera y los oficiales de policía discuten las virtudes cívicas, y se enfrenta al oficial Watson, que conoció a Aquaman cuando estaban en la escuela. Watson razona con Mera y le dice que deje de ser hostil. También le dice que necesita respetar la ley y la sociedad en la superficie. Como admite Mera, ella y los oficiales de policía son atacados con la tormenta de invierno por el Rey Muerto, quien exige que ella lo lleve a la ubicación de Xebel. El Rey Muerto arrastra a Mera al Triángulo de las Bermudas y abre la barrera Xebel, pero Mera logra escapar del Rey Muerto. Cuando Mera regresa a su hogar anterior de Xebel para advertirles, se revela que estaba comprometida con Nereus, quien es el actual rey de Xebel.
Le pregunta a Mera "¿Dónde diablos has estado?" Nereus se enoja cuando descubre que Mera está del lado de Atlantis y la amante de Aquaman. Mera y Nereus son congelados por el Rey Muerto. Aquaman llega para liberar a Mera y se enfrenta al Rey Muerto, que resulta ser el primer rey de Atlantis que planea gobernar los Siete Mares una vez más. Durante la pelea, Mera libera a los soldados de Nereus y Xebel para ayudar a Aquaman contra el Rey Muerto, pero los soldados de Nereus y Xebel se inclinan ante el Rey Muerto, alegando que él es el verdadero rey de los Siete Mares.
Cuando Mera y Aquaman escapan de los soldados de Xebel y llegan a Atlantis, es atacado por Scavenger y sus hombres. Aquaman le dice a los Atlanteanos que retrocedan usando sus habilidades de fuerza física para convocar al Kraken que atacó a los hombres de Scavenger. Sin embargo, Aquaman está inconsciente cuando llegan los soldados del Rey Muerto y Xebel. Aquaman revive con Vulko en el mundo de la superficie, pero Vulko le revela que ha estado en coma durante seis meses. Aquaman pregunta qué le pasó a Mera después de seis meses; Vulko dijo que vio que Mera se enfrentaba al Rey Muerto.
Más tarde, Mera es encarcelada por el Rey Muerto y los soldados de Xebel controlan Atlantis. Mera se niega a casarse con Nereus y le advierte que lo matará si es liberada. Aquaman llega para liberar a Mera y los Atlantes, y luchan contra el Rey Muerto y los soldados de Xebel. Cuando el Rey Muerto es destruido, los soldados de Nereus y Xebel se retiran, y Mera se reúne con Aquaman y decide permanecer en Atlantis. Mera a menudo se deja al mando de Atlantis mientras Arthur se enfrenta a amenazas externas o se ocupa de sus deberes superheroicos. Inicialmente impopular, gana el apoyo del Consejo de Ancianos de Atlantis y el respeto de la gente por su coraje y manejo competente de los problemas domésticos. También acompaña a Arthur en su búsqueda para encontrar a su madre, Atlanna, quien se revela que fingió su muerte.
Cuando los edificios y las máquinas de guerra de Thule, una versión alternativa de Atlantis en una realidad paralela, Arthur deja a Mera a cargo de Atlantis mientras él va a resolver la crisis. Arthur se entera de que, además de las fuerzas de invasión, los refugiados también están cruzando desde Thule. Arthur elige permitir que continúen las incursiones para rescatar a tantos inocentes como sea posible, a pesar de que las incursiones están envenenando los mares. Esto lleva a que Mera aparentemente se vuelva contra él y lo declare enemigo del estado. De hecho, se revela que la "Mera" a cargo de Atlantis es su hermana Sirena, que ha encarcelado a la verdadera Mera. Mera es capaz de liberarse y dominar fácilmente a Siren mientras Arthur intenta rescatarla. La pareja se reúne y se une a la Liga de la Justicia para rescatar a tantos refugiados de Thule como sea posible, antes de cerrar la conexión entre los dos mundos.
Los eventos de la invasión de Thule inspiran a Arthur a entablar relaciones diplomáticas formales con la superficie. Él construye una embajada atlante en su ciudad natal de Amnesty Bay, Massachusetts, y nombra a Mera embajadora. Ella demuestra ser muy experta en el papel, convirtiéndose en la favorita de los medios y en un enlace popular con las fuerzas del orden.

### DC Rebirth
El personaje de Mera no ha cambiado en gran medida después del reinicio de DC Rebirth. Sin embargo, su historia personal se ve alterada. En lugar de ser la esposa de Aquaman, ahora es su prometida, pero sigue siendo la embajadora de Atlantis en la superficie. Después del Renacimiento, Xebel ya no se esconde detrás de una barrera mágica y es accesible desde Atlantis. Cuando era niña, el padre de Mera la llevó a ver Atlantis desde la distancia. Le dijo que viera Atlantis por lo que podría ser, no por lo que era, sin embargo, todo lo que la joven princesa sintió fue ira.
Para casarse con Arthur, Mera debe pasar meses en reclusión con Widowhood, una orden de sacerdotisas cuyos esposos e hijos murieron al servicio de la Atlántida. Las viudas intentan adivinar el futuro de Mera, y prevén que será una gran reina, pero también que condenará a Atlantis y la superficie como la "Reina Fatal" cuando Arthur muera poco después de su reinado y Mera se vuelva loca de angustia.
Mera protagoniza una serie limitada que comenzó en febrero de 2018 y concluyó en julio de 2018 en la que derrota a Amo del Océano y se convierte en Reina de Atlantis. Su primera crisis como reina es una operación del Escuadrón Suicida para hundir Atlantis, que se ha elevado temporalmente por encima de las olas.
Durante el evento de la Tierra Ahogada, un trío de dioses alienígenas llamados Triunvirato que fueron traicionados y encarcelados por el mago atlante Arion hace siglos atacan la Tierra con aguas oscuras que convierten a cualquiera que toquen en criaturas de peces mutantes bajo el control del Triunvirato. Los Triumivrate son ayudados por Legión del Mal de Lex Luthor, incluida la némesis de Arthur, Manta Negra.
Mera libera al Amo del Océano de su mazmorra, y los dos recuperan la pieza central de la corona de Arion conocida como Clarion de una cámara secreta. Orm le cuenta a Mera sobre la Lágrima de la Extinción, el arma que Arion usó contra los dioses alienígenas, antes de ser tomada por los invasores. Con la ayuda de Superman y Flash, se dirige a la tumba secreta de Arion y recupera la Lágrima, creando una espada de agua que puede dañar a los dioses alienígenas. El trío es atacado por una ola de superhéroes y villanos controlados por la mente, pero rescatados por Aquaman y Wonder Woman. Arthur y Mera se reencuentran, y Arthur explica que con la Lágrima y el Tridente de Poseidón, podrían matar al Triumivrate, pero él desea intentarlo de otra manera. Mientras el grupo ataca el buque insignia de Triumivrates, Mera se da cuenta de que el Clarion ha sido contaminado con oscuridad. pero que Arthur puede devolverle el símbolo de esperanza que debía ser. Arthur restaura con éxito el Clarion, que Mera puede usar para alcanzar psíquicamente el Triunvirato, lo que hace que pongan fin a las hostilidades.
Sin embargo, Manta Negra desata a un monstruo marino alienígena conocido como Death Kraken sobre la Tierra, que no puede controlar. Arthur detiene con éxito el Kraken, pero parece morir mientras lo hace. Mera ocupa su lugar en la Liga de la Justicia. Se revela que Mera está embarazada del hijo de Arthur.
Como reina, Mera intenta mejorar la vida de la gente de la Novena Trida, el distrito más bajo de Atlantis, tanto física como socialmente. Ella perdona a Vulko por sus actos de traición y lo nombra su asesor principal. Aunque Vulko cumple lealmente sus deseos, se encuentra con la desgana y la resistencia abierta de sus otros consejeros, quienes aceptan la considerable desigualdad de Atlantis como parte del orden natural. Mera llega a creer que Atlantis y los sistemas de monarquía absoluta de la otra civilización submarina le han fallado a su gente, y decide convocar un consejo con sus compañeros monarcas para disolver las monarquías submarinas, dejando instrucciones grabadas a tal efecto para Vulko en caso de que esté incapacitada.
Aunque la Viudez instaló a Mera en el trono, ella frecuentemente entra en conflicto con su líder, la Reverenda Madre Cetea, quien repetidamente intenta guiar a Mera para que gobierne a la manera de un monarca atlante más tradicional en lugar del estilo de la Reina, notoriamente independiente. También insiste en que Mera se case para asegurar la sucesión, pero también se niega a permitir que Arthur vuelva a ser rey. Mera declara su intención de casarse con Vulko, ya que cualquier otro pretendiente potencial buscaría controlarla. También se detiene insistiendo en que la boda real se planifique meticulosamente hasta el último detalle.
Black Manta destruye un sitio histórico de la Atlántida para provocar una confrontación con Mera y el recientemente resucitado Arthur. Mera, junto con Arthur, Jackson Hyde y el nuevo aliado de Arthur, Tristan Maurer, luchan con éxito contra Manta, que está equipada con un mecha proporcionado por Lex Luthor. Mera une sus poderes con Jackson para crear una gigantesca construcción de agua bioeléctrica de sí misma, destruyendo el mecha, sin embargo, la tensión del inmenso poder hidrocinético que Mera se ve obligada a usar la pone en coma y da a luz a su hija Andy, poco después.
Mera permanece en coma durante diez meses, tiempo durante el cual Vulko, actuando como regente, no puede gobernar ya que carece de legitimidad, siendo simplemente el prometido de Mera en lugar de su esposo. Sin Mera para forzar el problema, sus consejeros descuidan la Novena Trida, actualmente asolada por una misteriosa epidemia. Este abandono por parte de las autoridades alimenta el resentimiento y permite que el Amo del Océano regrese y reclute seguidores y provoque el descontento entre la gente con impunidad. Vulko intenta llevar a cabo las instrucciones grabadas de Mera, sin embargo, los otros monarcas se niegan a venir a Atlantis a menos que Mera los invite. Vulko le fija una fecha para casarse con la aún inconsciente Mera, ya que los monarcas deberán asistir a una boda real. El día antes de la boda, Mera recupera la conciencia y ordena que todo Windowhood sea arrestado sin cargos para evitar su interferencia. En la ceremonia, Mera revela a los monarcas reunidos que está despierta y anuncia su plan para acabar con las monarquías. Orm, presente en su calidad de Rey de Dagón, ordena a su flota atacar Atlantis.

## Poderes y habilidades
Mera al igual que Aquaman puede respirar y adaptarse fácilmente bajo el agua, tiene un factor de curación mejorado y posee una gran fuerza, agilidad, destreza, velocidad, resistencia al frío extremo y durabilidad sobrehumanas (incluso en las profundidades aplastantes del océano), además es hidroquinetica y tiene una habilidad única que le permite solidificar y moldear el agua en lo que ella desee, además gracias al adiestramiento de su padre es una excepcional luchadora.

## Debilidades
Historias recientes pusieron algunos límites a las habilidades de Mera, como la susceptibilidad al plomo. Sin embargo, su debilidad principal es su lucha con la locura mental, hecho que se evidenció después de la muerte de A.J., el cual se sospecha que es el efecto persistente de la crisis psicótica sufrida por la pérdida de su único hijo, mientras culpa a Arthur por sus desgracias, revelándose más tarde que dicha crisis es el resultado de su conflictos mentales: La lealtad a Xebel y su amor por Arthur.

## Otras versiones

### Flashpoint
En la realidad de Flashpoint, Mera es también la reina de Atlantis pero es asesinada por las amazonas en cierto punto. Su muerte incita a Aquaman a hacer que Europa occidental se hundiera en el mar, esperando destruir Nueva Themyscira en el proceso. La muerte de Mera se dio a manos de la Mujer Maravilla, justo cuando intentaba asesinar a Diana, emboscandola en los muelles de Nueva Themyscira. un poco después se revela mediante flashback como muere y quienes están detrás de propiciar su muerte

## Apariciones en otros medios

### Televisión
- Mera apareció en los años 60 en La serie animada de televisión The Superman/Aquaman Hour of Adventure, interpretada por Diane Maddox. La narración inicial la describe como "una mujer atlante".
- Mera apareció en algunos capítulos de la serie animada de la Liga de la justicia del 2001, interpretada por Kristin Bauer. Su origen no es revelado, ni se muestra que tenga la capacidad de crear estructuras de agua dura como en los cómics, por lo que se presume como un atlante normal. Ella aparece en "The Enemy Below", "The Terror Beyond" y "Hereafter" (Asistiendo al funeral de Superman junto a su esposo). Bruce Timm baso su diseño en el look del cómic donde debutó en la edad de plata, pero añadió toques elegantes tales como joyería de oro, tela transparente de color verde y un vistoso cinturón.
- Mera aparece en Batman: The Brave and the Bold, interpretada por Sirena Irwin. Su participación allí fue de un breve cameo como integrante de la familia real de la Atlántida en el episodio "Evil Under the Sea", donde se muestra sentada junto a Aquaman y Orm Curry. Mera también aparece en "Aquaman's Outrageous Adventure", donde exige que su marido la lleve a ella y a Arthur Jr. en unas vacaciones sobre tierra firme. Donde demuestra tener una fuerza mayor a la de un humano común y corriente cuando ayuda a luchar contra los secuaces del Pingüino, aunque no se muestra que tenga la capacidad de trasformar el agua en estructuras de agua dura como en los cómics.
- La actriz Elena Satine interpretó a Mera en un episodio de la última temporada de Smallville. En esta encarnación, ella era una vez más la esposa de Aquaman.[41] En el episodio, Arthur y Mera descubren que Slade Wilson estaba construyendo cárceles para superhéroes tras la aprobación de la Ley de Registro de Vigilantes, provocando el ataque de arthur a uno de los soldados, lo que lleva a Clark Kent a confrontar a Arthur sobre esto, pero Mera, considerándolo una amenaza, lo nockea con su hidroquinesis. luego, Cuando Clark y Arthur van a investigar la operación de Slade (lo que resultó en que Arthur fuera secuestrado), Mera es confrontada por Lois Lane, quien trataba de ayudar a Clark. Al principio, Mera consideraba a Lois un ser inferior comparada con ella, Arthur, Oliver Queen y Clark, hasta que Lois logra ayudarles a salvar a Arthur mediante información del lugar de su cautiverio, logrando gracias a esto el rescate de Oliver y Arthur. Más tarde, antes de marcharse con Arthur, Mera se disculpa con Lois y admite que es una digna pareja para alguien como Clark.
- Mera aparece en el episodio "Downtime" de la serie animada Young Justice, interpretada por Kath Soucie. Como la esposa de Aquaman y reina de la Atlántida. En la serie se muestra para ser un instructor en el Conservatory of Sorcery. Durante el asalto de Black Manta al palacio, se muestra que es capaz de forjar construcciones de agua dura. Ella también tiene marcas de la piel similares a Aqualad, aunque las suyas toman la forma de los tentáculos de un pulpo y son solamente visibles cuando está utilizando todo su poder hidroquinetico. También se revela que está embarazada del hijo de Aquaman.

### Cine

#### Universo extendido de DC Comics
Mera aparece en películas ambientadas en el Universo extendido de DC, interpretada por Amber Heard.
- Mera hizo su debut en el cine de acción real en la Liga de la Justicia de Zack Snyder (2017). Ella es representada como una guerrera, una hechicera y la hija de un rey. Se muestra que está a cargo de proteger la Caja Madre Atlante. Cuando Steppenwolf llega a la Tierra, se dirige a un puesto avanzado atlante para recuperar la caja. Mera no puede quedarse con la caja madre. Aquaman interviene, y en la lucha que sigue, Steppenwolf los rechaza y escapa a través de Boom Tube. Después de que él escapa, Mera alienta a Aquaman a perseguirlo y recuperar la caja, lo que lo impulsa a unirse a la Liga de la Justicia.
  - Mera también aparece en el "Snyder Cut" de la película, donde Heard filmó escenas adicionales durante la postproducción.[44] Después de la batalla final, Aquaman se encuentra con ella y Vulko nuevamente, pero decide regresar con su padre, Thomas Curry. En una visión que Bruce Wayne recibe del futuro, Darkseid había esclavizado a la Tierra y asesinado personalmente a Aquaman. Mera tomó el tridente de Aquaman y se unió a la fuerza de resistencia de Batman para buscar venganza. A diferencia del corte teatral y Aquaman, Heard usa un acento británico al interpretar a Mera en esta versión de la película.[45]
- Heard repitió el papel de Aquaman (2018), dirigida por James Wan.[42][46] Ella comienza como la prometida de Orm, siendo ella la princesa del reino Xebel donde la versión de la película, Nereus es su padre, mientras que su nombre completo es Y'Mera "Mera" Xebella Challa. A instancias de Vulko, ella busca a Arthur Curry para convencerlo de que tome el lugar que le corresponde en el trono. Entonces ella lo ayuda a escapar de su medio hermano durante su desafío por el trono cuando las cosas van mal. Después de esconderse de la guardia de Atlantis dentro de una ballena jorobada, los dos se dirigen al Sahara mientras buscan el Tridente de Atlan. La siguiente pista los lleva a Sicilia, Italia, donde Mera experimenta el mundo de la superficie por primera vez. Manta Negra y el ataque de la guardia Atlantis cuando Arthur y Mera encuentran la segunda pista. El desconocimiento de Mera roba un bote (cree que son para uso público). El ataque de Trinchera, pero Mera y Arthur son salvados por su madre, quien había sido presuntamente muerta. Cuando regresan a Atlantis para detener una guerra contra la superficie, besa a Arthur por primera vez revelando sus sentimientos y se dirige para que su padre se ponga del lado de Aquaman. Ella tiene éxito al decirle al rey Nereus que Aquaman está manejando el Tridente de Atlan. Después de que Ocean Master es derrotado y llevado por los guardias atlantes, Mera se pone al lado de Arthur mientras todos los soldados de los reinos atlantes reconocen a Arthur como su rey.
- Heard retomó el papel en Aquaman y el Reino Perdido (2023).[47]Ella se casó con Arthur y tuvo un hijo Arthur Jr. En la batalla de Atlantis contra Black Manta, Mera queda gravemente herida. Después de reunirse con Arthur, ella descubre que su bebé fue secuestrado por Black Manta tras un ataque en el fáro de Tom y decide ir con Arthur, Orm, quién fue liberado por Arthur en la prisión de los Pescadores, el Rey Brine y su padre Nereus a salvarlo antes de ser sacrificado, y con la ayuda del Dr. Stephen Shin, ellos encuentran su localización del Necrus en la Antártida. Después de la pelea en el Necrus, Mera llega para enfrentarse a Black Manta salvando a Arthur y su hijo, y ella también termina siendo salvada por Orm, quien termina siendo poseído por el tridente negro. Después de la derrota de Kordax, Black Manta y la destrucción de Necrus, Mera y Arthur deciden dejar ir a Orm y decirle al resto de Atlantis que murió con la condición de permanecer oculto.

#### Animadas
- Mera aparece brevemente en la película animada Justice League: The Flashpoint Paradox, durante una escena de flashback de la línea de tiempo distorsionada, allí se muestra como es asesinada durante un enfrentamiento con Wonder Woman, a quien Mera culpa de haber seducido a su marido Arthur, siendo su muerte el motivación principal de Aquaman para hundir la mayor parte de Europa y declarar la Guerra contra las amazonas. Aunque durante el cómic se establece que no, en la película, se cree que Aquaman si hundido Themyscira lo que provocó que las amazonas atacaran y conquistaran Inglaterra nombrándolo como nueva Themyscira, motivando que Aquaman también intentara hundirla, pero fracasando porque estaba protegido por una barrera mágica.
- Mera tiene un rol protagónico en la película animada Justice League: Throne of Atlantis, interpretada por Sumalee Montano. En esta película Mera es una atlante miembro de la guardia real de la reina, siendo una parte crucial en la localización y salva a Arthur Curry de su hermano Orm, convirtiéndose luego en el interés amoroso de Arthur Curry y su reina al final.
- Mera aparece en Lego DC Comics Super Heroes: Aquaman: Rage of Atlantis, con la voz de Susan Eisenberg.
- Mera hace un cameo no hablado en The Death of Superman, junto a Aquaman y varias tropas atlantes investigan los océanos para descubrir qué mató a los atlantes que vinieron a interceptar un submarino, cuyos ocupantes también murieron en los ataques de Doomsday.
- Mera hace una aparición sin hablar en Justice League Dark: Apokolips War. Ella participa en el intento fallido de la Liga de la Justicia de destruir a Darkseid que mató a la mayoría de la Liga (incluido Aquaman) y Mera fue uno de los varios miembros que se convirtieron en Furias cyborg para servir al gobernante Apokoliptian. Dos años más tarde, las Furias luchan contra Superman, Constantine, Raven, Robin y Etrigan durante su segundo intento de derrotar a Darkseid que resulta en la muerte de Etrigan, pero Constantine finalmente los libera. Después de la derrota de Darkseid, los miembros restantes de la Liga se refugian en la Torre de los Titanes, donde Mera llora por Aquaman y ve a Barry viajando de regreso para restablecer la línea de tiempo.
- Mera es un personaje principal en DC Super Hero Girls: Leyendas de Atlantis, con la voz de Erica Lindbeck.

### Videojuegos
- Mera aparece como un personaje jugable a través de contenido descargable en Lego Batman 3: Beyond Gotham.
- Mera es mencionada en Injustice 2 por Aquaman y Harley Quinn, la última de las cuales pregunta si él también besa como un pez, a lo que la primera responde que solo Mera sabe.
- Mera aparece como un personaje jugable en DC Unchained.

### Web
- Mera aparece a partir de la cuarta temporada de la serie web animada DC Super Hero Girls, con la voz de Erica Lindbeck.